# Jānis Kurelis
Jānis Kurelis, latvijski general, * 1882, † 1954.